# Kumano (cruzador)
O Kumano (熊野) foi um dos quatro cruzadores pesados, da classe Mogami, usados pela Marinha Imperial Japonesa durante a Segunda Guerra Mundial

## Detalhes
O Kumano foi construído no Estaleiro de Kawasaki, em Kobe, ficando pronto no dia 31 de Outubro de 1937. Pesava 13.440 toneladas, com um comprimento de 198,07 m, e um raio de 20,19 m. Sua velocidade máxima era de 35 nós (65 km/h). Foi armado com quinze canhões de 155 mm, em 5 torres pequenas, oito canhões de 127 mm, cinqüenta baterias antiaéreas de 25 mm, e doze lançadores de torpedos "Long lance".
O Kumano participou da Batalha de Midway em junho de 1942 e da Batalha de Samar em outubro de 1944. Em novembro de 1944, seriamente atingido por torpedos disparados por submarinos estadunidenses, foi levado para reparos em Santa Cruz, na ilha filipina de Luzon. No dia 25 daquele mês, foi bombardeado por aviões norte-americanos, egressos do porta-aviões USS Ticonderoga, e afundou.